# 미수금
미수금(未收金)은 부기에서, 영업 이외의 주요 임시적 거래(토지 판매 대금 중 미수 부분, 유가증권의 외상 매출금 등)에서 발생하는 금전채권을 말한다.
미수금은 유동자산의 당좌자산에 속한다.